# Linnégatan, Malmö

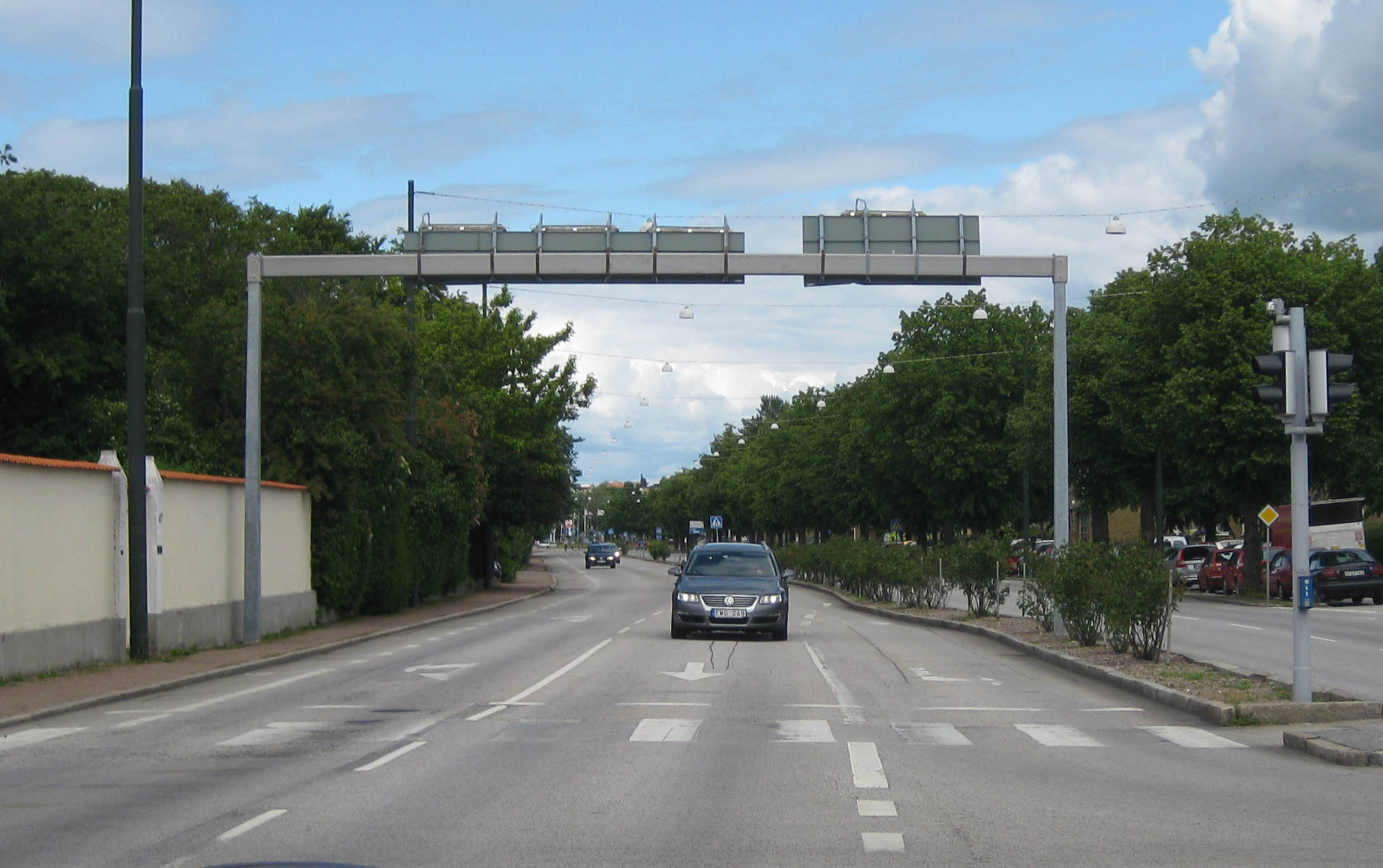
Linnégatan

Linnégatan, är en cirka 2,5 kilometer lång gata, i stadsdelen Limhamn-Bunkeflo i Malmö, som går mellan Strandgatan i väster och Stjärnplan i nordväst. Vid Stjärnplan byter den namn till Erikslustvägen. Bebyggelsen längs gatan varierar. På sträckan från Strandgatan till korsningen med Västanväg utgörs bebyggelsen främst av flerbostadshus och affärer. Från korsningen Västanväg till Stjärnplan ligger det villor utmed gatan. Gatan har fått sitt namn efter Carl von Linné.
Gatan kallades 1905 Sueciavägen, men fick sitt nuvarande namn redan innan Limhamns köpings inkorporering med Malmö 1915. Den nuvarande sträckningen fick gatan genom ett beslut av stadsfullmäktige 1948, vilket innebar att sträckan mellan Stjärnplan och den tidigare stadsgränsen (cirka 0,2 km) införlivades med Erikslustvägen.
Linnégatan var även ett gatunamn inom Sofielunds municipalsamhälle. I samband med Västra Skrävlinge kommuns inkorporering med Malmö 1911 ändrades detta namn till Landtmannagatan (numera Lantmannagatan).